# Glaphyrus haroldi
Glaphyrus haroldi är en skalbaggsart som beskrevs av Max Quedenfeldt 1891. Glaphyrus haroldi ingår i släktet Glaphyrus och familjen Glaphyridae. Inga underarter finns listade i Catalogue of Life.